# Miss Ucrania
Miss Ucrania (en ucraniano: Міс Україна) es un concurso de belleza nacional en Ucrania. Se encarga de seleccionar a las representantes del país para los concursos Miss Mundo, Miss Internacional, Miss Tierra y Miss Supranacional.

## Ganadoras

### Miss Mundo Ucrania

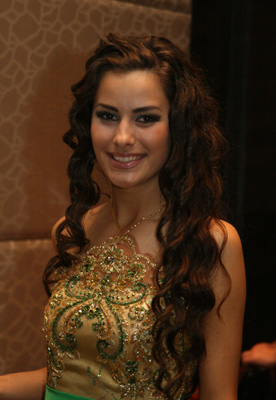
Lika Roman, Miss Ucrania 2007

: Declarada como ganadora
     : Terminó como finalista
     : Terminó como una de las semifinalistas o cuartofinalistas
     : Terminó como ganadora de premios especiales
| Año  | Miss Mundo Ucrania | Residencia | Posición en Miss Mundo | Premios especiales | |
| ---- | --- | --- | --- | --- | --- |
| 2025 | Por determinar | Por determinar | Por determinar | Por determinar | |
| 2023 | Sofia Shamia | Kiev | Top 40 | - Beauty With a Purpose (ganadora continental de Europa)                                                                                             | |
| 2022 | Miss Mundo 2021 se reprogramó para el 16 de marzo de 2022 debido al brote de pandemia de COVID-19 en Puerto Rico, no comenzó ninguna edición en 2022 | Miss Mundo 2021 se reprogramó para el 16 de marzo de 2022 debido al brote de pandemia de COVID-19 en Puerto Rico, no comenzó ninguna edición en 2022 | Miss Mundo 2021 se reprogramó para el 16 de marzo de 2022 debido al brote de pandemia de COVID-19 en Puerto Rico, no comenzó ninguna edición en 2022 | Miss Mundo 2021 se reprogramó para el 16 de marzo de 2022 debido al brote de pandemia de COVID-19 en Puerto Rico, no comenzó ninguna edición en 2022 | Miss Mundo 2021 se reprogramó para el 16 de marzo de 2022 debido al brote de pandemia de COVID-19 en Puerto Rico, no comenzó ninguna edición en 2022 |
| 2021 | Oleksandra Yaremchuk | Vínnitsa | No clasificó | | |
| 2020 | Debido al impacto de pandemia de COVID-19, no hubo concurso en 2020                                                                                  | Debido al impacto de pandemia de COVID-19, no hubo concurso en 2020                                                                                  | Debido al impacto de pandemia de COVID-19, no hubo concurso en 2020                                                                                  | Debido al impacto de pandemia de COVID-19, no hubo concurso en 2020                                                                                  | Debido al impacto de pandemia de COVID-19, no hubo concurso en 2020                                                                                  |
| 2019 | Marharyta Pasha | Járkov | Top 40 | - Top Model (Top 40) - Deportes (Top 32) - Talento (Top 27)                                                                                          | |
| 2018 | Veronika Didusenko (destituida) | Kiev | No compitió | No compitió | |
| 2018 | Leonila Huz (asumió) | Jersón | No clasificó | | |
| 2017 | Polina Tkach | Kiev | Top 40 | - Top Model (Top 30) - Talento (Top 20) | |
| 2016 | Oleksandra Kucherenko | Dnipró | No clasificó | | |
| 2015 | Khrystyna Stoloka | Kiev | No clasificó | | |
| 2014 | Andriana Khasanshin | Leópolis | No clasificó | | |
| 2013 | Anna Zayachkivska | Ivano-Frankivsk | Top 20 | - Top Model (3.ª finalista) - Talento (2.ª finalista) - Belleza playera (Top 11)                                                                     | |
| 2012 | Karyna Zhyronkina | Járkov | No clasificó | | |
| 2011 | Yaroslava Kuryacha | Vínnitsa | Top 15 | | |
| 2010 | Kateryna Zakharchenko | Odesa | No clasificó | | |
| 2009 | Evheniya Tulchevska | Dnipró | No clasificó | | |
| 2008 | Iryna Zhuravska | Kiev | Top 15 | | |
| 2007 | Lika Roman | Úzhgorod | No clasificó | | |
| 2006 | Olha Shylovanova | Járkov | No clasificó | | |
| 2005 | Yuliya Pinchuk | Novovolynsk | No clasificó | | |
| 2004 | Olesya Matveyeva | Kiev | No clasificó | | |
| 2003 | Ilona Yakovleva | Járkov | No clasificó | | |
| 2002 | Olena Stohniy | Kiev | No clasificó | | |
| 2001 | Oleksandra Nikolayenko | Odesa | Top 10 | | |
| 2000 | Yulia Linova | Níkopol | Top 10 | - Belleza playera (Top 7) | |
| 1999 | Olha Savinska | Járkov | No clasificó | | |
| 1998 | Olena Spirina | Járkov | No clasificó | | |
| 1997 | Kseniya Kuzmenko | Járkov | No clasificó | | |
| 1996 | Natalya Shvachko | Yenákiyeve | No clasificó | | |
| 1995 | Natalya Shvachiy | Kiev | No clasificó | | |
| 1994 | Terezia Lazarenko | Kiev | No clasificó | | |
| 1993 | Iryna Barabash | Járkov | No compitió | No compitió | |
| 1992 | Oksana Szabo | Kropivnitski | No clasificó | | |
| 1991 | Olha Ovcharenko | Kiev | No compitió | No compitió | |
| 1990 | Yuliya Shestopalova | Nicolaiev | No compitió | No compitió | |

### Miss Internacional Ucrania
: Declarada como ganadora
     : Terminó como finalista
     : Terminó como una de las semifinalistas o cuartofinalistas
     : Terminó como ganadora de premios especiales

90%;"

| Año                                                                              | Miss Internacional Ucrania | Residencia | Posición en Miss Internacional | Premios especiales |
| -------------------------------------------------------------------------------- | -------------------------- | ---------- | ------------------------------ | ------------------ |
| 2022                                                                             | Olga Shamrai               | Vínnitsa   | No compitió                    | No compitió        |
| Debido al impacto de la pandemia de COVID-19, no hubo concurso entre 2020 y 2021 |                            |            |                                |                    |
| 2019                                                                             | Maryna Kiose               | Odesa      | No clasificó                   |                    |
| 2018                                                                             | Bohdana Tarasyk            | Krivói Rog | Top 15                         |                    |
| 2017                                                                             | Kseniya Chifa              | Zaporiyia  | No clasificó                   |                    |
| 2016                                                                             | Viktoriya Kiose            | Kiev       | No clasificó                   |                    |
| 2015                                                                             | Nina Horyniuk              | Leópolis   | No clasificó                   |                    |
| 2014                                                                             | Iana Ravlikovska           | Mariúpol   | No clasificó                   |                    |
| 2013                                                                             | Marharyta Horbyk           | Kiev       | No clasificó                   |                    |
| 2012                                                                             | Yuliya Hershun             | Dnipró     | No clasificó                   |                    |
| 2011                                                                             | Oleksandra Krysha          | Kiev       | No clasificó                   |                    |
| 2010                                                                             | Inna Bezobchuk             | Kiev       | No clasificó                   |                    |
| 2008                                                                             | Yuliya Halychenko          | Mariúpol   | No clasificó                   |                    |
| 2007                                                                             | Mariya Varyvoda            | Kiev       | No clasificó                   |                    |
| 2006                                                                             | Inna Horuk                 | Kiev       | No clasificó                   |                    |
| 2005                                                                             | Mariya Zhukova             | Kiev       | Top 12                         |                    |
| 2004                                                                             | Yuliya Kumpan              | Kiev       | No clasificó                   |                    |
| 2003                                                                             | Veronika Bondarenko        | Kiev       | Top 10                         |                    |
| 2002                                                                             | Mariia Grazhina Chaplin    | Leópolis   | No clasificó                   |                    |
| 2001                                                                             | Natalya Bakulina           | Kiev       | Top 10                         |                    |
| 2000                                                                             | Yana Razumovska            | Kiev       | No clasificó                   |                    |
| 1999                                                                             | Liliya Zalunina            | Kiev       | No clasificó                   |                    |
| 1997                                                                             | Yuliya Zharkova            | Kiev       | No clasificó                   |                    |
| 1996                                                                             | Natalya Kozitska           | Kiev       | Top 10                         |                    |
| 1994                                                                             | Olena Vladimirova          | Kiev       | No clasificó                   |                    |
| 1993                                                                             | Natalya Vorona             | Kiev       | Segunda finalista              |                    |

### Miss Tierra Ucrania
: Declarada como ganadora
     : Terminó como finalista
     : Terminó como una de las semifinalistas o cuartofinalistas
     : Terminó como ganadora de premios especiales
| Año  | Miss Tierra Ucrania    | Residencia    | Posición en Miss Tierra | Premios especiales                                                                |
| ---- | ---------------------- | ------------- | ----------------------- | --------------------------------------------------------------------------------- |
| 2023 | Anastasia Feier        | Transcarpatia | No clasificó            |                                                                                   |
| 2022 | No compitió            | No compitió   | No compitió             | No compitió                                                                       |
| 2021 | Marina Litvin          | Zaporiyia     | No clasificó            |                                                                                   |
| 2020 | No compitió            | No compitió   | No compitió             | No compitió                                                                       |
| 2019 | Diana Shabas           | Novovolynsk   | No clasificó            | - Mejor en Traje de Baño (Grupo Agua)                                             |
| 2018 | Anastasiya Kryvokhyzha | Kiev          | No clasificó            |                                                                                   |
| 2017 | Diana Mironenko        | Odesa         | No clasificó            | - Mejor en Traje de Resort (Grupo 3)                                              |
| 2016 | Olena Beylova          | Vínnitsa      | No clasificó            | - Mejor en Traje de Resort - Mejor Video de Eco-Belleza (Top 3)                   |
| 2015 | Viktoriya Orel         | Sumy          | Top 16                  | - Construcción de Muñeco de Nieve - Mejor Traje Nacional (Europa del Este)        |
| 2014 | Valeriya Poloz         | Poltava       | No clasificó            | - Mejor en Traje de Noche - Miss Amistad                                          |
| 2013 | Anastasiya Sukh        | Kiev          | No clasificó            | - Mejor en Traje de Baño - Mejor en Traje de Resort - Más amigable para los niños |
| 2012 | Kristin Sagan          | Sumy          | No clasificó            | - Eco - Embajadora                                                                |
| 2011 | Khrystyna Oparina      | Járkov        | Top 16                  | - Miss Eco - Turismo                                                              |
| 2010 | Valentyna Zhytnyk      | Járkov        | Top 14                  |                                                                                   |
| 2009 | Karyna Holovata        | Kiev          | No clasificó            |                                                                                   |
| 2008 | Olha Bilousova         | Kiev          | No compitió             |                                                                                   |
| 2007 | Halyna Andreyeva       | Odesa         | No clasificó            |                                                                                   |
| 2006 | Karyna Kharchynska     | Kiev          | No clasificó            |                                                                                   |
| 2005 | Yevheniya Rudenko      | Kiev          | No clasificó            | - Miss Talento                                                                    |
| 2004 | Tetiana Rodina         | Kiev          | No clasificó            |                                                                                   |
| 2003 | Diana Starkova         | Kiev          | No clasificó            |                                                                                   |

### Miss Supranacional Ucrania
: Declarada como ganadora
     : Terminó como finalista
     : Terminó como una de las semifinalistas o cuartofinalistas
     : Terminó como ganadora de premios especiales
| Año  | Miss Supranacional Ucrania | Residencia      | Posición en Miss Supranacional | Premios especiales |
| ---- | -------------------------- | --------------- | ------------------------------ | ------------------ |
| 2024 | Por determinar             | Por determinar  | Por determinar                 | Por determinar     |
| 2023 | Alina Liashuk              | Óblast de Rivne | No clasificó                   |                    |
| 2022 | Diana Mironenko            | Odesa           | No clasificó                   |                    |
| 2019 | Ołena Łaszuk               | Lutsk           | No clasificó                   |                    |
| 2018 | Snizhana Tanchuk           | Leópolis        | Top 25                         |                    |
| 2016 | Anastasiia Lenna           | Kiev            | Top 25                         |                    |
| 2015 | Alina Sapiha               | Ternópil        | No clasificó                   |                    |
| 2014 | Viktoriya Nimets           | Úzhgorod        | No clasificó                   |                    |
| 2013 | Kateryna Sandułowa         | Kiev            | Top 20                         |                    |
| 2011 | Natalia Sitnikova          | Kiev            | No clasificó                   | - Miss Fotogénica  |
| 2010 | Alona Liashchuk            | Kiev            | No clasificó                   |                    |
| 2009 | Oksana Moria               | Dnipró          | Miss Supranacional 2009        | - Miss Fotogénica  |